# ایمی رایت
ایمی رایت (انگلیسی: Amy Wright؛ زادهٔ ۱۵ آوریل ۱۹۵۰) هنرپیشه اهل ایالات متحده آمریکا است. وی از سال ۱۹۷۶ میلادی تاکنون مشغول فعالیت بوده‌است.
از فیلم‌هایی که وی در آن نقش داشته است، می‌توان به جهانگرد اتفاقی، آبجو، جدا شدن، خاطرات استارداست، عبور از دلنسی، فریب‌خورده، بدون ضرب‌وشتم، جایی که رودخانه‌ها و داغ ننگ اشاره کرد.